# Abutilon sandwicense
Espèce
Classification APG III (2009)
Abutilon sandwicense est une espèce de plantes à fleurs du genre Abutilon et de la famille des Malvaceae. C'est un arbuste endémique d'Hawaï.

## Description
Abutilon sandwicense est un arbuste atteignant une hauteur de 1,5 à 3 mètres.

## Répartition
Abutilon sandwicense est endémique de l'île d'Oahu. Elle habite dans les forêts décidues sèches tropicales et subtropicales sur les pentes du Waianae Range à des altitudes de 400 à 600 m.
Elle est associée à Diospyros sandwicensis, Diospyros hillebrandii, Pipturus albidus, Elaeocarpus bifidus, Sapindus oahuensis, Nestegis sandwicensis et Psydrax odorata.

## Écologie
Abutilon sandwicense est menacée par la perturbation écologique.